# Steve Denton
Steve Denton (n, 5 de septiembre de 1956 en Kingsville, Texas, Estados Unidos) es un jugador de tenis estadounidense. En su carrera ha conquistado 18 torneos ATP y su mejor posición en el ranking de individuales fue Nº12 en abril de 1983 y en el de dobles fue N.º 2 en agosto de 1983. Doble finalista en individuales en el Australian Open, en 1981 y en 1982, ante el mismo rival, Johan Kriek

## Títulos (18; 0+18)

### Dobles (18)
| N.º | Fecha | Torneo                    | Superficie    | Pareja         | Oponentes en la final           | Resultado               |
| --- | ----- | ------------------------- | ------------- | -------------- | ------------------------------- | ----------------------- |
| 1.  | 1980  | Denver, U.S.              | Moqueta       | Kevin Curren   | Wojtek Fibak Heinz GüntDurat    | 7–5, 6–2                |
| 2.  | 1980  | Indianapolis, U.S.        | Tierra batida | Kevin Curren   | Wojtek Fibak Ivan Lendl         | 3–6, 7–6, 6–4           |
| 3.  | 1980  | Barcelona, España         | Tierra batida | Ivan Lendl     | Pavel Složil Balázs Taróczy     | 6–2, 6–7, 6–3           |
| 4.  | 1980  | Basel, Suiza              | Dura (i)      | Kevin Curren   | Bob Hewitt Frew McMillan        | 6–7, 6–4, 6–4           |
| 5.  | 1981  | Monterrey, México         | Moqueta       | Kevin Curren   | Johan Kriek Russell Simpson     | 7–6, 6–3                |
| 6.  | 1981  | Indianapolis, U.S.        | Tierra batida | Kevin Curren   | Raúl Ramírez Van Winitsky       | 6–3, 5–7, 7–5           |
| 7.  | 1981  | Viena, Austria            | Dura (i)      | Tim Wilkison   | Sammy Giammalva Jr. Fred McNair | 4–6, 6–3, 6–4           |
| 8.  | 1981  | Estocolmo, Suecia         | Dura (i)      | Kevin Curren   | Sherwood Stewart Ferdi Taygan   | 6–7, 6–4, 6–0           |
| 9.  | 1982  | Denver, U.S.              | Moqueta       | Kevin Curren   | Phil Dent Kim Warwick           | 6–4, 6–4                |
| 10. | 1982  | Memphis, U.S.             | Moqueta       | Kevin Curren   | Peter Fleming John McEnroe      | 7–6, 4–6, 6–2           |
| 11. | 1982  | Frankfurt, Alemania       | Moqueta       | Mark Edmondson | Tony Giammalva Tim Mayotte      | 6–7, 6–3, 6–3           |
| 12. | 1982  | Houston, U.S.             | Tierra batida | Kevin Curren   | Mark Edmondson Peter McNamara   | 7–5, 6–4                |
| 13. | 1982  | Masters de Canadá, Canadá | Dura          | Kevin Curren   | Peter Fleming John McEnroe      | 6–7, 7–5, 6–2           |
| 14. | 1982  | US Open, Nueva York       | Dura          | Kevin Curren   | Victor Amaya Hank Pfister       | 6–2, 6–7, 5–7, 6–2, 6–4 |
| 15. | 1983  | Filadelfia, U.S.          | Moqueta       | Kevin Curren   | Peter Fleming John McEnroe      | 6–4, 7–6                |
| 16. | 1983  | Munich, Alemania          | Moqueta       | Kevin Curren   | Heinz GüntDurat Balázs Taróczy  | 7–5, 2–6, 6–1           |
| 17. | 1983  | Houston, U.S.             | Tierra batida | Kevin Curren   | Mark Dickson Tomáš Šmíd         | 7–6, 6–7, 6–1           |
| 18. | 1983  | Las Vegas, U.S.           | Dura          | Kevin Curren   | Tracy Delatte Johan Kriek       | 6–3, 7–5                |

### Finalista en dobles (23)
| N.º | Fecha | Torneo                          | Superficie    | Pareja           | Oponentes en la final              | Resultado          |
| --- | ----- | ------------------------------- | ------------- | ---------------- | ---------------------------------- | ------------------ |
| 1.  | 1979  | Hong Kong                       | Moqueta       | Jeff Turpin      | Pat Du Pré Robert Lutz             | 3–6, 4–6           |
| 2.  | 1980  | Washington, U.S.                | Moqueta       | Kevin Curren     | Ferdi Taygan Brian Teacher         | 6–4, 3–6, 6–7      |
| 3.  | 1980  | North Conway, U.S.              | Tierra batida | Kevin Curren     | Jimmy Connors Brian Gottfried      | 6–7, 2–6           |
| 4.  | 1980  | Bolonia, Italia                 | Moqueta       | Paul McNamee     | Balázs Taróczy Butch Walts         | 6–2, 3–6, 0–6      |
| 5.  | 1981  | Bruselas, Bélgica               | Moqueta       | Kevin Curren     | Sandy Mayer Frew McMillan          | 6–4, 3–6, 3–6      |
| 6.  | 1981  | Queen's Club, Inglaterra        | Hierba        | Kevin Curren     | Pat Du Pré Brian Teacher           | 6–3, 6–7, 9–11     |
| 7.  | 1982  | Masters Dobles, Londres         | Moqueta       | Kevin Curren     | Heinz GüntDurat Balázs Taróczy     | 7–6, 3–6, 5–7, 4–6 |
| 8.  | 1982  | Munich, Alemania                | Moqueta       | Kevin Curren     | Mark Edmondson Tomáš Šmíd          | 6–4, 5–7, 2–6      |
| 9.  | 1982  | Masters de Cincinnati, U.S.     | Dura          | Mark Edmondson   | Peter Fleming John McEnroe         | 2–6, 3–6           |
| 10. | 1982  | Sídney, Australia               | Dura (i)      | Mark Edmondson   | John McEnroe Peter Rennert         | 3–6, 6–7           |
| 11. | 1983  | Forest Hills, U.S.              | Tierra batida | Kevin Curren     | Tracy Delatte Johan Kriek          | 7–6, 5–7, 3–6      |
| 12. | 1983  | Queen's Club, Inglaterra        | Hierba        | Kevin Curren     | Brian Gottfried Paul McNamee       | 4–6, 3–6           |
| 13. | 1983  | Dallas, U.S.                    | Dura          | Sherwood Stewart | Nduka Odizor Van Winitsky          | 3–6, 5–7           |
| 14. | 1983  | Tokio, Japón                    | Moqueta       | John Fitzgerald  | Mark Edmondson Sherwood Stewart    | 1–6, 4–6           |
| 15. | 1983  | Wembley, Inglaterra             | Moqueta       | Sherwood Stewart | Peter Fleming John McEnroe         | 3–6, 4–6           |
| 16. | 1983  | Abierto de Australia, Melbourne | Hierba        | Sherwood Stewart | Mark Edmondson Paul McNamee        | 3–6, 6–7           |
| 17. | 1984  | Richmond, U.S.                  | Moqueta       | Kevin Curren     | John McEnroe Patrick McEnroe       | 6–7, 2–6           |
| 18. | 1984  | Bruselas, Bélgica               | Moqueta       | Kevin Curren     | Tim Gullikson Tom Gullikson        | 4–6, 7–6, 6–7      |
| 19. | 1984  | Milán, Italia                   | Moqueta       | Kevin Curren     | Pavel Složil Tomáš Šmíd            | 4–6, 3–6           |
| 20. | 1985  | Memphis, U.S.                   | Moqueta       | Kevin Curren     | Pavel Složil Tomáš Šmíd            | 6–1, 3–6, 4–6      |
| 21. | 1985  | Atlanta, U.S.                   | Moqueta       | Tomáš Šmíd       | Paul Annacone Christo van Rensburg | 4–6, 3–6           |
| 22. | 1987  | Masters de Cincinnati, U.S.     | Dura          | John Fitzgerald  | Ken Flach Robert Seguso            | 5–7, 3–6           |
| 23. | 1988  | Tokio, Japón                    | Dura          | David Pate       | John Fitzgerald Johan Kriek        | 4–6, 7–6, 4–6      |